# Neuraeschna maxima
Neuraeschna maxima là loài chuồn chuồn trong họ Aeshnidae. Loài này được Belle mô tả khoa học đầu tiên năm 1989.